# Veliki kudu
Veliki kudu (znanstveno ime Tragelaphus strepsiceros) je gozdna antilopa – votlorog –, ki ga najdemo po vsej vzhodni in južni Afriki. Kljub temu, da zasedajo tako razširjeno ozemlje, so na večini območij redki zaradi upadanja habitata, krčenja gozdov in lova. Veliki kudu je ena od dveh vrst, splošno znanih kot kudu, druga pa je mali kudu (Tragelaphus imberbis).

## Etimologija
Kudu je kojkojsko ime za to antilopo. Trag- (grško) označuje kozo in elaphos (grško) jelena. Strepho (grško) pomeni "zvijati", strepsis pa "zvijanje". Keras (grško) se nanaša na rog živali.

## Značilnosti
Veliki kuduji imajo ozko telo z dolgimi nogami, njihova dlaka pa se lahko giblje od rjavo/modrikasto sive do rdečkasto rjave. Imajo od 4 do 12 navpičnih belih črt vzdolž trupa. Glava je po navadi temnejša od preostalega telesa in ima majhen bel ševron, ki poteka med očmi. Samci velikegai kuduja so po navadi veliko večji od samic in se oglašajo veliko več, pri čemer uporabljajo nizko godrnjanje, cvrčanje, brnenje in sopenje. Samci imajo tudi brado, ki teče vzdolž grla in velike rogove z dvema in pol zavojem, ki bi, če bi jih zravnali, dosegli povprečno dolžino 120 cm, pri čemer je rekord 187,64 cm). Nekoliko se razhajajo, ko se nagnejo nazaj od glave. Rogovi ne začnejo rasti, dokler samec ni star 6–12 mesecev. Rogovi tvorijo prvo spiralno rotacijo pri starosti približno 2 let in ne dosežejo polnih dveh in pol zavojev, dokler niso stari 6 let; občasno imajo lahko celo 3 polne zavoje.
To je ena največjih vrst antilop. Samci tehtajo 190–270 kg, največ 315 kg in so visoki do 160 cm ob rami. Ušesa velikega kuduja so velika in okrogla. Samice tehtajo 120–210 kg in so ob rami visoke le 100 cm; so brez rogov in brez brade. Dolžina glave in telesa je 185–245 cm, čemur lahko rep doda še 30–55 cm.
- Tele-samec, Tswalu Kalahari Reserve, Južna Afrika
- Mladoletni samec, narodni park Chobe, Bocvana
- Odrasli samec od blizu, narodni park Etoša, Namibija
- Samica od blizu, rezervat Pilanesberg, Južna Afrika

## Podvrste
Prej so bile opisane štiri podvrste, pred kratkim pa so bile sprejete le ena do tri podvrste glede na barvo, število črt in dolžino rogov:
- T. s. strepsiceros - južni deli območja od južne Kenije do Namibije, Bocvane in Južne Afrike
- T. s. chora - severovzhodna Afrika od severne Kenije preko Etiopije do vzhodnega Sudana, Somalije in Eritreje
- T. s. cottoni – Čad in zahodni Sudan

To razvrstitev je podprla genetska razlika enega osebka severne Kenije (T. s. chora) v primerjavi z več vzorci iz južnega dela območja med Tanzanijo in Zimbabvejem (T. s. strepsiceros). V tej študiji ni bil testiran noben primerek severozahodne populacije, ki bi lahko predstavljal tretjo podvrsto (T. s. cottoni).
V Grovesovi in Grubbovi knjigi Taksonomija parkljarjev (Ungulate Taxonomy) je bila narejena nedavna taksonomska revizija, ki je ovrednotila vse vrste in podvrste kuduja in drugih parkljarjev. Ta pregled je razdelil rod Tragelaphus na 4 ločene rodove, Tragelaphus (Kéwel, sitatunga, bongo, niala in gorska niala), Ammelaphus (mali kudu), Strepsiceros (veliki kudu) in njihove ožje sorodnike Taurotragus (elandi). Veliki kudu je bil razdeljen na štiri vrste na podlagi genetskih dokazov in morfoloških značilnosti (struktura rogov in barva dlake). Vsaka vrsta je temeljila na različni podvrsti, Strepsiceros strepsiceros (kapski kudu), Strepsiceros chora (severni kudu), Strepsiceros cottoni (zahodni kudu) in Strepsiceros zambesiensis (Zambezijski kudu), ki ni splošno sprejet niti kot podvrsta. Kapskega kuduja najdemo v južni osrednji Južni Afriki, Zambezijskega kuduja (tesno povezan z kapskim kudujem) najdemo od severne do južne Tanzanije in severne Južne Afrike, Namibije in Angole skozi Zambijo, Mozambik in Vzhodni Kongo, severnega kuduja najdemo v vzhodnem Sudanu proti jugu skozi Etiopijo in Kenijo do tanzanijske meje, zahodnega kuduja pa v jugovzhodnem Čadu, zahodnem Sudanu in na severu Srednjeafriške republike. Čeprav ta alternativna taksonomija ni splošno sprejeta, je bila sprejeta v Priročniku o sesalcih sveta (Handbook of the Mammals of the World).

## Razširjenost in ekologija
Razširjenost velikega kuduja se razteza od vzhoda Etiopije, Tanzanije, Eritreje in Kenije na jug, kjer jih najdemo v Zambiji, Angoli, Namibiji, Bocvani, Zimbabveju in Južni Afriki. Druge regije, kjer je veliki kudu, so Srednjeafriška republika, Čad, Demokratična republika Kongo, Džibuti, Malavi, Mozambik, Somalija, Esvatini in Uganda. V majhnem številu so jih vnesli tudi v Novo Mehiko, vendar nikoli niso bili izpuščeni v naravo. Njihov habitat vključuje mešane grmičaste gozdove (veliki kudu je eden redkih največjih sesalcev, ki raje živijo na poseljenih območjih – v grmovju na zapuščenih poljih in degradiranih pašnikih, mopane in akacija v nižinah, hribih in gorah. Občasno se odpravijo na ravnice le, če je veliko grmovja, običajno pa se izogibajo takim odprtim površinam, da ne bi postale lahka tarča plenilcev. Njihova prehrana je sestavljena iz listja, trave, poganjkov in občasno gomoljev, korenin in plodov (še posebej radi imajo pomaranče in mandarine).
Čez dan veliki kuduji običajno niso aktivni in namesto tega iščejo zavetje pod drevjem, zlasti v vročih dneh. Hranijo se in pijejo zgodaj zjutraj in pozno popoldne, vodo pridobivajo iz vodnih kotanj ali korenin in čebulic z visoko vsebnostjo vode. Čeprav se navadno zadržujejo na enem območju, lahko veliki kudu išče vodo na veliki razdalji v času suše, v južni Namibiji, kjer je vode sorazmerno malo, je znano, da v zelo kratkem času premagajo velike razdalje.

## Plenilci
Plenilce velikega kuduja na splošno sestavljajo levi, lisaste hijene in afriški hijenski psi. Čeprav gepardi in leopardi plenijo tudi velike kuduje, običajno ciljajo na samice in teleta in ne na popolnoma odrasle samce. Poročali so o več primerih, ko so nilski krokodili plenili velike kuduje, čeprav so na podlagi zapisov statistično večji mesojedi sesalci veliko bolj nevarni za kuduja in primerljive velike kopitarje ali vsaj tiste, ki imajo prednost v suhem, gorskem habitatu nad obrežnimi ali močvirnimi območji. Ko čredo ogrožajo plenilci, bo odrasel osebek (običajno samica) z laježem opozoril preostalo čredo. Kljub temu, da je zelo okreten po skalnatih pobočjih in gorah, veliki kudu ni dovolj hiter (tudi ni dovolj vzdržljiv), da bi pobegnil pred svojim glavnim plenilcem po odprtem terenu, zato se raje zanese na skakanje čez grmovje in majhna drevesa, da bi se otresel zasledovalcev. Veliki kuduji imajo odličen sluh in oster vid, kar jih opozori na približevanje plenilcev. Njihova barva in oznake ščitijo kuduje. Če so zaskrbljeni, običajno mirujejo, zaradi česar jih je zelo težko opaziti.

## Vedenje in družbena organiziranost
Veliki kuduji v naravi živijo od 7 do 8 let, v ujetništvu pa do 23 let. Lahko so aktivni vseh 24-ur na dan. Črede se razkropijo v deževnem obdobju, ko je hrane v izobilju. V sušnem obdobju je le nekaj zgoščenih območij hrane, tako da se črede zberejo. Veliki kuduji niso teritorialni; namesto tega imajo domače prostore. Matične črede imajo domačo območje približno 4 kvadratne kilometre in ti se lahko prekrivajo z drugimi čredami samic. Domači razponi odraslih samcev so približno 11 kvadratnih kilometrov in na splošno zajemajo območja dveh ali treh skupin samic. Samice običajno s svojimi potomci tvorijo majhne skupine po 6–10 osebkov, včasih pa lahko tvorijo čredo do 20 posameznikov. Samci lahko tvorijo majhne samske skupine, vendar jih pogosteje najdemo kot osamljene in zelo razpršene posameznike. Samci se bodo skupini samic in telet (običajno 6–10 osebkov na skupino) pridružili le v času parjenja (april–maj v Južni Afriki).
Samci niso vedno fizično agresivni drug do drugega, vendar se včasih med samci lahko pojavijo boji, zlasti če sta oba podobne velikosti in postave. Samci izkazujejo to bojevito  obnašanje tako, da prepletajo rogove in se potiskajo. Dominantnost je vzpostavljena, dokler en samec ne pokaže bokov. V redkih okoliščinah lahko boj povzroči, da se oba samca ne moreta osvoboditi rogov drugega, kar lahko povzroči smrt obeh živali.
Redkokdaj bo čreda dosegla velikost štirideset osebkov, deloma zaradi selektivne narave njihove prehrane, ki bi otežila iskanje hrane v velikih skupinah. Območje črede lahko obsega od 800 do 1500 hektarjev in porabi povprečno 54 % dneva za iskanje hrane.

## Razmnoževanje
Veliki kudu doseže spolno zrelost med 1. in 3. letom starosti. Obdobje parjenja nastopi ob koncu deževne sezone, ki lahko rahlo niha glede na regijo in podnebje. Pred parjenjem poteka obred dvorjenja, ki je sestavljen iz tega, da samec stoji pred samico in se pogosto preriva za vrat. Samec nato sledi samici, medtem ko oddaja nizek klic, dokler mu samica ne dovoli pariti se z njo. Brejost traja približno 240 dni (ali osem mesecev). Telitev se običajno začne med februarjem in marcem, ko je trava po navadi najvišja.
Samica običajno skoti eno tele, občasno lahko dva. Breja samica kuduja bo zapustila svojo skupino, da bi kotila; novorojenčka skriva v vegetaciji približno 4 do 5 tednov (da bi se izognila plenilcem). Po 4 ali 5 tednih bo potomec kratek čas spremljal svojo mamo; nato jo bo pri starosti 3 do 4 mesecev spremljal ves čas. Ko je star 6 mesecev, je že precej neodvisen od matere. Večina kotitev se zgodi v vlažni sezoni (od januarja do marca). Kar zadeva zrelost, samice velikega kuduja dosežejo spolno zrelost pri 15–21 mesecih. Samci dosežejo zrelost pri 21–24 mesecih.

## Odnos s človekom
Veliki kuduji so imeli koristi in trpeli zaradi interakcije z ljudmi. Ljudje spreminjajo velik del naravnega habitata kuduja v kmetijska zemljišča, s čimer omejujejo njihovo domače območje. Ljudje so uničili tudi gozdni pokrov, ki ga uporabljajo za svoj življenjski prostor. Vendar pa so vodnjaki in namakanje, ki so jih postavili ljudje, omogočili velikemu kuduju, da zasede ozemlje, ki je bilo prej zanje preveč brez vode. Veliki kuduji so tudi tarča lovcev na meso in rogove. Rogovi velikega kuduja se običajno uporabljajo za izdelavo šofarjev, judovskega ritualnega roga, ki ga pihajo v času Roš hašana.

## Status
Populacija velikega kuduja v severnem delu njegovega območja se je zmanjšala zaradi pretiranega lova in hitre izgube habitata. Vendar pa so na Rdečem seznamu ogroženih vrst IUCN ocenjeni kot malo ogroženi. Dolgoročno preživetje velikega kuduja na splošno ni ogroženo, saj populacije, ki so drugje, ostajajo močne in dobro vodene. Veliki kudu je deležen ustrezne zaščite od južne Tanzanije do Južne Afrike. V parkih in rezervatih so velike populacije, kot so Ruaha-Rungwa-Kisigo in Selous (Tanzanija), dolina Luangwa in Kafue (Zambija), Etoša (Namibija), Moremi, Chobe in Central Kalahari (Bocvana), Hwange, Chizarira, Mana Pools in Gonarezhou (Zimbabve) ter v Krugerju (11.200–17.300) in Hluhluwe–iMfolozi (Južna Afrika). Veliko velikega kuduja najdemo tudi na zasebnih kmetijah in naravnih parkih v južni Afriki, zlasti v Namibiji, Zimbabveju in Južni Afriki, kjer so priljubljeni med lovci na trofeje.